# Matteo Guimerà
Matteo Guimerà, noto anche come Matteo Cimarra o Matteo d'Agrigento (Agrigento, 1376/1377 – Palermo, 7 gennaio 1450), è stato animatore e propagatore del movimento di riforma dell'Osservanza francescana in Sicilia e vescovo di Agrigento dal 1442 al 1445.
È stato beatificato per equipollenza da papa Clemente XIII nel 1767.

## Biografia
Nato ad Agrigento dalla famiglia spagnola dei Guimerà, abbracciò la vita religiosa nella provincia siciliana dell'ordine minoritico. Secondo alcuni agiografi, fu inviato a Bologna per gli studi teologici, li coronò a Barcellona, dove probabilmente conseguì il titolo di Magister, e fu ordinato sacerdote nel 1400.
Fu amico e seguace di Bernardino da Siena, massimo esponente del movimento di riforma dell'Osservanza in seno al suo ordine: aderì al movimento e lo promosse specialmente in Sicilia. Nel 1421 era già la guida riconosciuta del movimento nell'isola e nel 1425 papa Martino V gli concesse di fondare tre nuovi conventi dell'Osservanza.
Insieme con Giovanni da Capestrano, difese davanti al papa Bernardino da Siena, accusato di promuovere una strana devozione al nome di Gesù.
Per ottenere aiuto e protezione dal re Alfonso il Magnanimo, si recò nel regno d'Aragona e vi soggiornò tra il 1427 e il 1428, fondando i conventi osservanti di Valencia e Barcellona: dopo un breve ritorno in Sicilia, dove nel 1429 fondò il convento di Siracusa, nel 1430 fu richiamato in Spagna dalla regina Maria per mettere pace tra suo marito e suo fratello, il re di Castiglia Giovanni II.
Fu più volte vicario provinciale dell'Osservanza in Sicilia ed ebbe l'incarico di visitare e riformare conventi anche in altre regioni.
Per intervento di Alfonso il Magnanimo, nel 1442 fu eletto vescovo di Girgenti. Il 17 settembre 1442 fu nominato vescovo di Agrigento da papa Eugenio IV e venne consacrato il 30 giugno 1443 nella Chiesa madre di Sciacca da Giovanni De Rosa, vescovo di Mazara del Vallo.
Per la sua generosità verso i poveri venne accusato presso la Santa Sede di dilapidare i beni della Chiesa. Secondo varie testimonianze infatti, egli rinunciò a tutti i proventi ecclesiastici in favore dei poveri, riservandosi soltanto lo stretto necessario per sé e per coloro che collaboravano con lui. Venne anche accusato di godere di una donna carnalmente, ma nel processo svoltosi alla corte pontificia si dimostrò l'innocenza del vescovo Matteo e il Papa lo assolse da ogni accusa e gli confermò la sua fiducia restituendogli la sede episcopale.
Il suo governo continuò ad incontrare aspre opposizioni tra clero e aristocrazia locale. Infine si ammalò, lasciò la guida della diocesi e si ritirò a Palermo, dove morì il 7 gennaio 1450.

## Il culto
Fu sepolto nella chiesa del convento palermitano di Santa Maria di Gesù, da lui stesso fondato.
Il 22 febbraio 1767 papa Clemente XIII approvò il culto tributato ab immemorabili al beato.
Si ebbero varie ricognizioni canoniche e sistemazioni delle reliquie del vescovo e nel 1958 gli venne dedicato un nuovo altare.
Il suo elogio si legge nel martirologio romano al 7 gennaio.

## Genealogia episcopale
La genealogia episcopale è:
- Vescovo Giovanni De Rosa, O.F.M.
- Vescovo Matteo Guimerà, O.F.M.

## Opere
- Matteo d’Agrigento, Sermones varii, a cura di Agostino Amore, Edizioni francescane, Roma 1960.
- "De ligno Paradixi" e "Cum ieunatis", edite per la prima volta in: S. M. Gozzo, Due sermoni inediti del beato Matteo d'Agrigento, "Noscere sancta", a cura di I. Vázquez Janeiro, I, Roma 1985, pp. 245–281.
- "De inferno" e "De passione Domini", pubblicate per la prima volta in: M. Sensi, Il Quaresimale del beato Matteo d'Agrigento, "Bollettino storico della città di Foligno", XIX 1995, pp. 7–74.
- Sermoni inediti sono conservati presso la biblioteca del Convento di Capestrano, Mss. XXXII, cc. 25-74v.